# Белітунг
Білліто́н, Белітунг (індонез. Billiton, сучасна — Belitung) — острів Малайського архіпелагу в Індонезії.
Населення — близько 262 тис. осіб.

## Географія

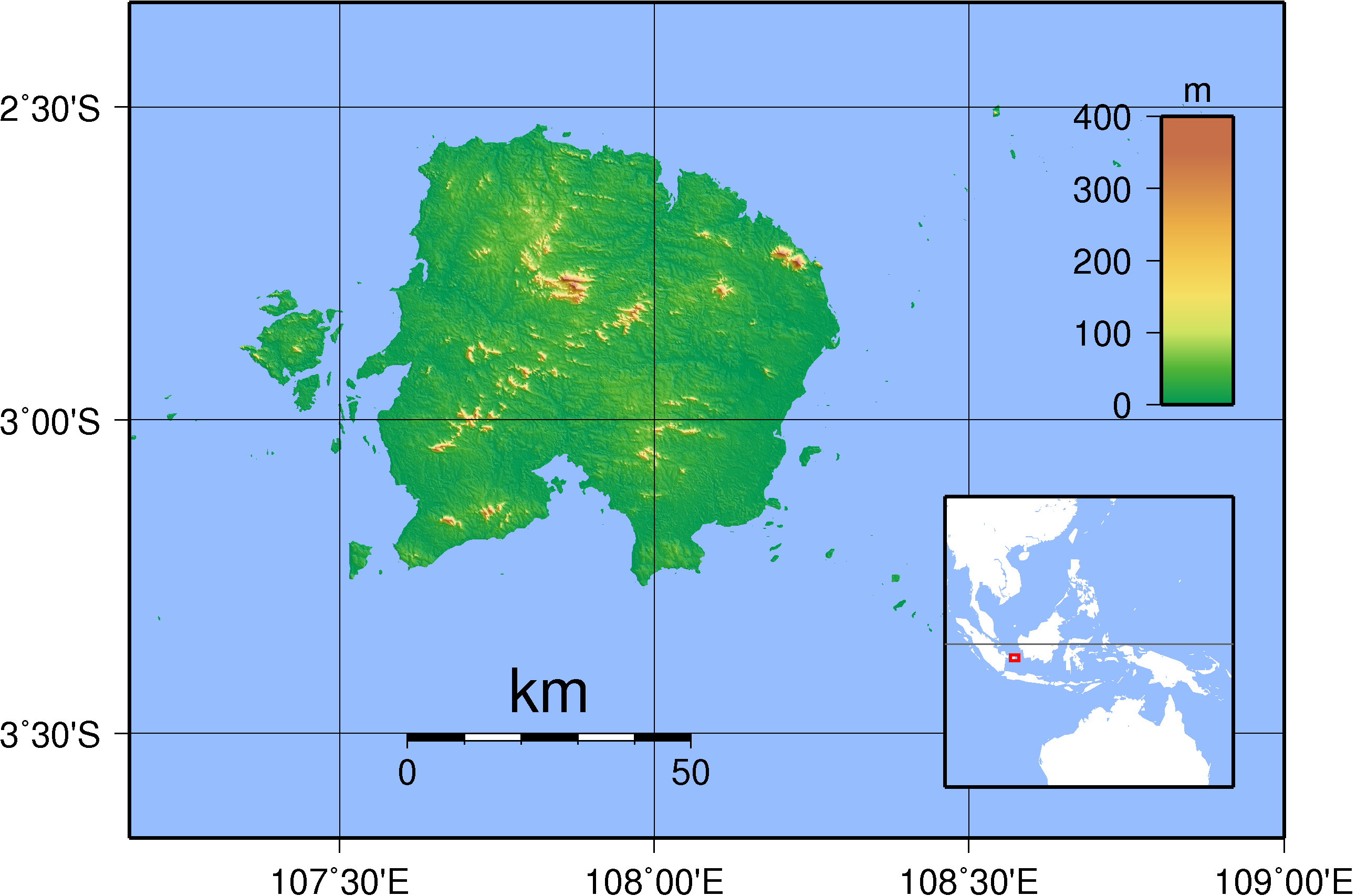
Мапа острову

Площа близько 4850 км². Розташований між Південнокитайським і Яванським морями, на північний захід від острова Калімантан і на схід від острова Банка. Відокремлений протокою Карімата від острова Калімантан і протокою Келаса від острова Банка. Белітунг оточений 135 дрібними островами. Найбільша — гора Танджем, близько 510 м. Ландшафт рівнинний, пересічна висота 60 м, складається з гранітів, сланців. Береги піщані, місцями гранітні масиви. Клімат тропічний, вологий (опадів бл. 3000 мм на рік). Рослинність — вологі вічнозелені тропічні ліси, у центральних областях острова — трав'яні луки.

## Історія
До 1812 року острів належав султану Палембанга, потім перейшов у володіння Великої Британії, за англо-голландською угодою 1824 року переданий Нідерландам. У 1851 році на острові були виявлені великі родовища олов'яних руд, які спочатку розроблялися приватною голландською компанією за участю уряду.

## Адміністративний поділ
До 2000 року входив до складу провінції Південна Суматра, потім Белітунг і острів Банка з прилеглими дрібними островами були включені в нову провінцію Бангка-Белітунг. Населення становить 262 357 чоловік (2010), головне місто — Танджунгпандан.

## Економіка
Видобуток олов'яних руд, глини, кремнезему. Рибальство, тропічне землеробство (копра, перець, пальмова олія, кокоси та ін.).
До острова можна потрапити на одному з 4 щоденних 50-хвилинних авіарейсів з Джакарти.